# Teplivka
Teplivka (en (ucraïnès) Теплівка, en rus: Тепловка) és un poble de la República Autònoma de Crimea, a Ucraïna, ocupat il·legalment per Rússia des de 2014. El 2014 tenia 1.755 habitants. Pertany al districte de Simferòpol.